# Чарльз Гревіль Вільямс
Чарльз Гревіль Вільямс (англ. Charles Greville Williams; 22 вересня 1829, Челтнем,  Глостершир — 15 червня  1910, Лондон) — британський хімік.

## Біографія
Вільямс був сином адвоката і навчався у приватних викладачів. У 1852-1853 роках він працював хіміком-консультантом і аналітиком у Лондоні. Далі він три роки пропрацював асистентом професора Томаса Андерсона в Університеті Глазго, а потім у Ліона Плейфера в Единбурзькому університеті. Він був викладачем хімії в Нормальному коледжі в Суонсі в 1857-1858 роках, потім хіміком на фірмі George Miller & Company в Глазго, асистентом Вільяма Генрі Перкіна в Грінфорд Грін з 1863 по 1868 рік і партнером Едварда Томаса і Джона Дауера з 1868 року по 1877 р. в Star Chemical Works у Брентфорді. З 1877 по 1901 рік він був хіміком на фірмі Gas Light and Coke Company в Лондоні.

## Наукова діяльність
Наприкінці XIX століття багато хіміків намагалися визначити склад натурального каучуку з метою його синтезу. У 1860 році Вільямс проаналізував каучук методом деструктивної дистиляції і отримав велику кількість легкої олії, яку він назвав ізопреном. Він також з'ясував, що ізопрен через тривалий час стає більш в'язким, тобто полімеризується. Протягом наступних 70 років було докладено багато зусиль для синтезу каучуку в лабораторії з використанням ізопрену як мономеру, але вони не принесли результатів, доки Семюелю Горну не вдалося це зробити в 1955 році.
У 1856 році він синтезував хіноліновий синій, перший хіноліновий барвник, який згодом знайшов застосування у кольоровій фотографії.
У 1862 році його було обрано членом Королівського товариства.
У 1868 році він заснував Брентфордську фабрику барвників у Нью-Йорку. Фабрику було ліквідовано в 1878 році, а в 1879 році два його старші сини Руперт і Льюїс за допомогою колишніх співробітників заснували фабрику барвників у Хаунслоу.